# GEOBASE
GEOBASE — мультдисциплінарна база даних, яка індексує бібліографічну інформацію та реферати з географічних та екологічних наук , опублікована Engineering Information, дочірньою компанією Elsevier. Широке охоплення предметів включає науки про Землю, екологію, геомеханіку, фізичну географію, соціальну географію та океанографію.

## Охоплення
База охоплює близько 2000 рецензованих журналів та ревю. Інші назви журналів та книг включені до архіву цієї бази даних. База понад 2 мільйони записів з 1980 року до сьогодні. Щороку додається принаймні 100 000 додаткових цитувань та абстрактів, і вона оновлюється кожні два тижні. Доступ забезпечується як через Інтернет, так і через CD-ROM.
Інші типи публікацій, індексованих у цій базі даних — це журнальні статті, огляди продукції, довідники та всі пов’язані матеріали. Висвітлення міжнародної літератури стосується неангломовних робіт, а також менш доступних книг, матеріалів конференцій та звітівю
Тематика також включає картографію, гідрологію, кліматологію, метеорологію, енергетику, палеонтологію, навколишнє середовище, петрологію, геохімію, фотограмметрію, геоморфологію, седиментологію, геофізику та вулканологію.